# 特爾河

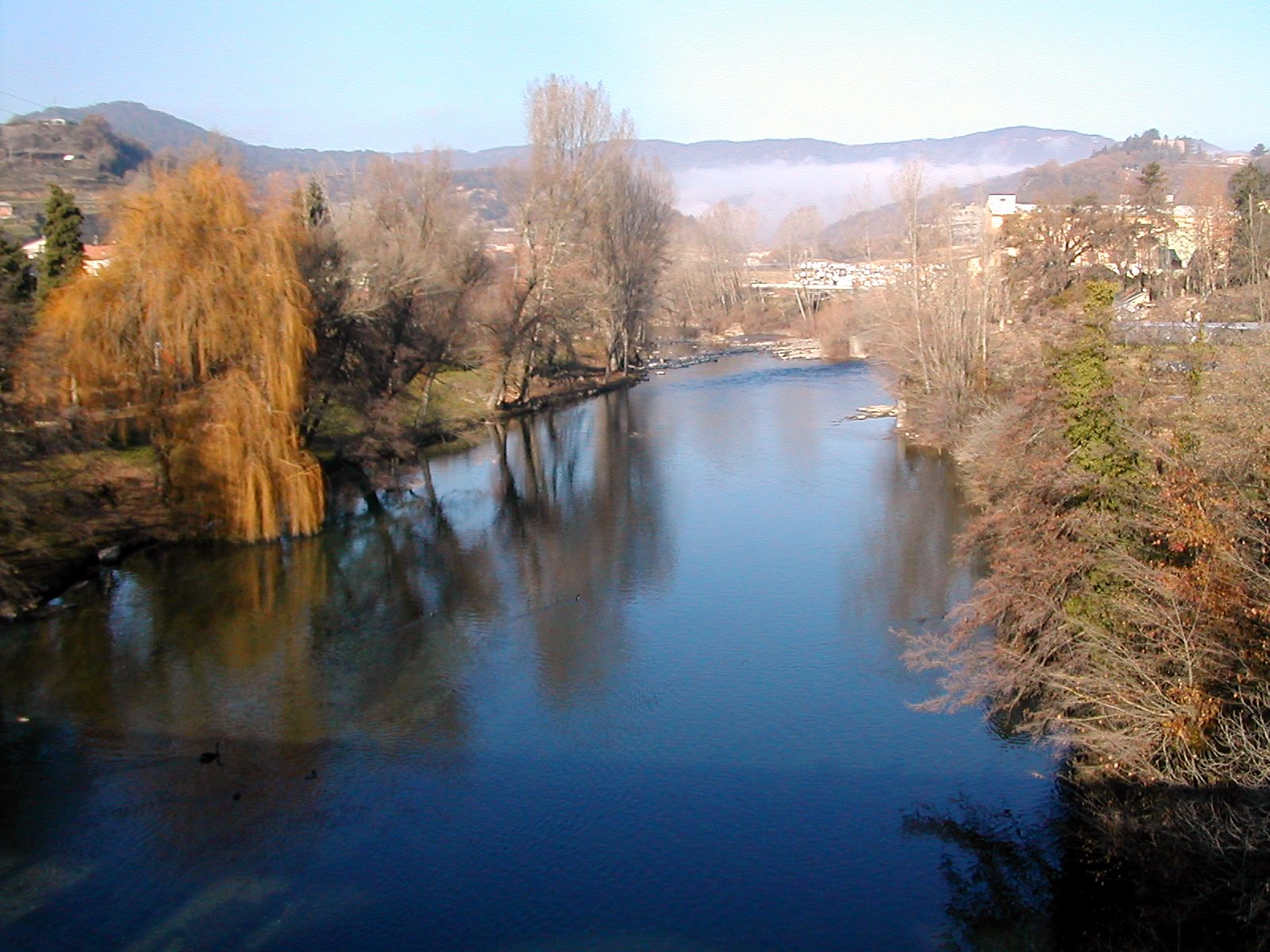
特爾河

特爾河（西班牙語：Río Ter）是西班牙的河流，位於加泰羅尼亞，河道全長208公里，流域面積3,010平方公里，最終在托羅埃利亞德蒙特格里以南注入地中海，河畔城鎮有赫羅納。
42°25′40″N 2°15′24″E / 42.42778°N 2.25667°E